# 5402 Kejosmith
5402 Kejosmith è un asteroide della fascia principale. Scoperto nel 1989, presenta un'orbita caratterizzata da un semiasse maggiore pari a 2,0459693 UA e da un'eccentricità di 0,1367072, inclinata di 16,70288° rispetto all'eclittica.